# Daniels c. Canada (Affaires indiennes et du Nord canadien)
Décision
Les Métis et les Indiens non inscrits au sens de la Loi sur les Indiens constituent des « Indiens » au sens de l'article 91(24) de la Loi constitutionnelle de 1867.
Jugement complet
https://www.canlii.org/fr/ca/csc/doc/2016/2016csc12/2016csc12.html
Daniels c. Canada (Affaires indiennes et du Nord canadien) est un arrêt de la Cour suprême du Canada reconnaissant que les Métis et les Indiens non inscrits au sens de la loi sur les Indiens doivent être considérés comme « Indiens » au sens de l'article 91(24) de la loi constitutionnelle de 1867.

## Parties
Les demandeurs sont Harry Daniels, un militant métis de la Saskatchewan mort avant l'audition de l'affaire, son fils Gabriel, Leah Gardner, une Indienne non inscrite de l'Ontario, Terry Joudrey, un Indien non inscrit de la Nouvelle-Écosse et le Congrès des peuples autochtones. 
La défenderesse est la Couronne britannique, représentée par le ministre des Relations Couronne-Autochtones et le ministre de la Justice.

## Cour fédérale

### Arguments
Les plaignants demandent à la Cour fédérale de déclarer : 
1. que les Métis et les Indiens non inscrits sont des Indiens au sens de la section 91(24) de la loi constitutionnelle de 1867 ;
2. que la Reine a une obligation fiduciaire envers eux à ce titre ;
3. et qu'ils ont le droit d'être consultés par le gouvernement fédéral sur une base collective, dans le respect de leurs droits, intérêts et besoins en tant qu'Autochtones.

Les demandeurs avancent à titre d'arguments que les Métis étaient considérés comme des autochtones en Terre de Rupert et dans le Territoire du Nord-Ouest, que les Indiens non inscrits en vertu de la loi sur les Indiens ne l'étaient pas parce qu'ils descendaient d'Indiens auxquels cette même loi ne s'appliquait pas et que le refus du gouvernement de reconnaître ces groupes signifie qu'ils ont été victimes de discrimination.  
La défenderesse argue, quant à elle, qu'un nombre insuffisant de faits existe pour que telle déclaration soit émise, que les Métis ont jamais été considérés comme Indiens au sens de la loi et qu'il n'y avait pas de groupe connu sous le nom d'« Indiens non inscrits ». Elle affirme en outre que la déclaration demandée par les demandeurs n'entraînerait que davantage de litiges. 

## Cour suprême
Dans une décision unanime, la Cour suprême rétablit la déclaration du juge de première instance sur la première question, en réglant une « controverse en direct ». Cependant, elle convient qu'il n'y a aucune « utilité pratique » à publier les autres déclarations, car ces questions « seraient une reformulation de la loi existante ».